# Dalgas Have
55°41′02″N 12°30′56″Ø / 55.6839°N 12.5156°Ø
Dalgas Have er en bolig- og undervisningsbebyggelse på Frederiksberg, der er tegnet af Henning Larsen Architects for pensionskasserne Dansk Ingeniørforenings Pensionskasse og PKA.
Bebyggelsen består dels af en undervisningsbygning, der er opført i årene 1985-1989 og dels af to sammenhængende og 16 fritliggende udlejningsejendomme med i alt 484 lejligheder, der er opført i årene 1989-1991. Det hele er opført i postmodernistisk stil. Foruden diverse fællesfaciliteter ligger der en børnehave og en vuggestue i bebyggelsen.
CBS i København har lejet sig ind i undervisningsbygningen, hvor man blandt andet har placeret Instituttet for Interculturel Business and Culture, Det Internationale Kontor og en stor del af studieadministrationen.
Dalgas Have er opbygget over to akser, der skærer hinanden ved et torv foran undervisningsbygningen. Facaderne er lyse og pudsede, og de fleste lejligheder har en eller flere altaner eller privat have. Den centrale del af bebyggelsen, de såkaldte buehuse, er formet som to halvcirkler, som forbindes med en mellembygning ud for torvet. Det får bebyggelsen til at fremstå som en helhed. Parkeringspladser er placeret i periferien, og området er således bilfrit.

I yderkanten af bebyggelsen ligger 16 punkthuse i fem etager, opført i røde og gule sten. Punkthusene danner en overgang til resten af kvarteret, der hovedsageligt består af villaer.
Navnet Dalgas Have refererer til Dalgas Boulevard, som bebyggelsen ligger ud til. Grunden, hvorpå Dalgas Have er bygget, husede tidligere trådvarefabrikken NKT.

## Transport
Bygningerne ligger tæt ved metrostationen Lindevang Station. 